# 辻堂二葉幼稚園
辻堂二葉幼稚園（つじどうふたばようちえん）は神奈川県藤沢市辻堂にある私立幼稚園。藤沢市私立幼稚園協会の加盟園である。

## 概要
- 設置者 :学校法人 愛恵学園
- 所在地 :〒251-0043 神奈川県藤沢市辻堂元町4-13-3

毎年恒例の「作品展」が行われる。

## 教育目標
- 幼児の健康を第一とし、自立性を持たせる。
- 思いやりの心と豊かな情操を養う。
- 創造力を伸ばす。
- 社会性を養う[3]。

## アクセス
JR東日本・東海道本線・辻堂駅より徒歩約15分